# NGC 1281
NGC 1281 ist eine elliptische Galaxie vom Hubble-Typ E5 im Sternbild Perseus am Nordsternhimmel. Sie ist schätzungsweise 193 Millionen Lichtjahre von der Milchstraße entfernt, hat einen Durchmesser von etwa 105.000 Lj und ist Mitglied des Perseus-Haufens Abell 426. Die Entfernungsmessungen basierend auf den Radialgeschwindigkeiten stimmen nicht mit den rotverschiebungsunabhängigen Entfernungsschätzungen von 303 Millionen Lichtjahren überein.
Im selben Himmelsareal befinden sich u. a. die Galaxien NGC 1274, NGC 1277, NGC 1278, NGC 1279.
Das Objekt wurde am 12. Dezember 1876 von Johan Dreyer entdeckt.